# カトラー＝ドナホー橋
カトラー＝ドナホー橋（カトラー＝ドナホーばし、英語: Cutler–Donahoe Bridge）はアイオワ州マディソン郡にある長さ24mの屋根付き橋。 1870年にEli Coxにより建設された。もともとはアイオワ州ベビントン近くのノースリバーにかかっていたが、1979年にウインターセットシティ・パーク入り口にある現在の場所に移設された。